# Donnay
Donnay település Franciaországban, Calvados megyében. Lakosainak száma 318 fő (2022. január 1.). Donnay Combray, Esson, Meslay, Pierrefitte-en-Cinglais, Saint-Omer, Bonnœil és Cesny-les-Sources községekkel határos.

## Népesség
A település népességének változása:
| Lakosok száma | 200  | 172  | 177  | 189  | 240  | 261  | 279  | 299  | 302  | 318  |
|               | 1968 | 1982 | 1990 | 2006 | 2013 | 2015 | 2017 | 2019 | 2020 | 2022 |